# José Luis Cardoso

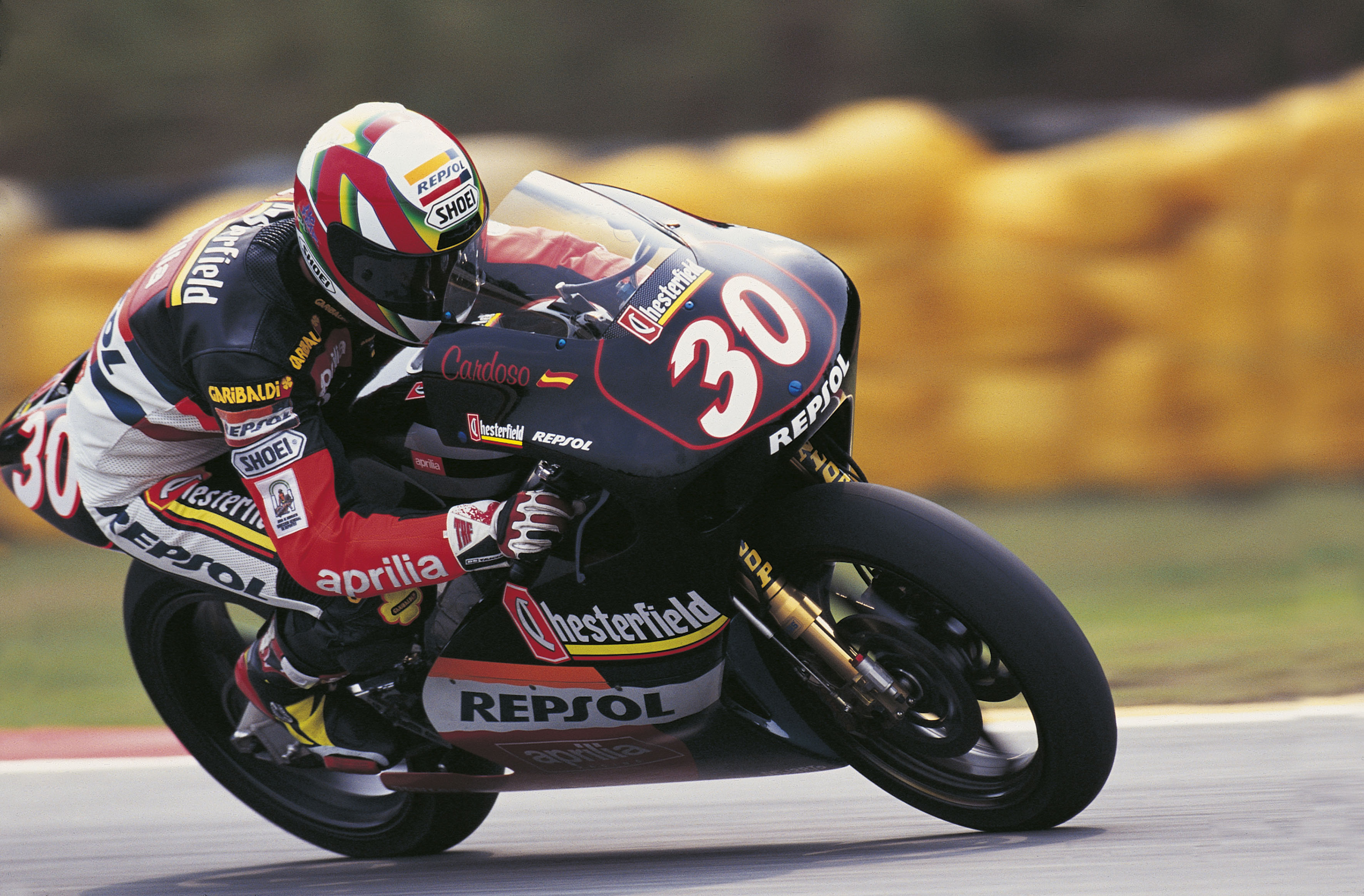
José Luis Cardoso 1996 beim Grand Prix von Malaysia

José Luis Cardoso (* 2. Februar 1975 in Sevilla) ist ein spanischer Motorradrennfahrer.

## Karriere
Er bestritt die Saison 2006 im D’Antin MotoGP-Team auf einer Ducati in der MotoGP-Klasse.
Cardoso bestreitet seit 1993 Rennen in der Motorrad-Weltmeisterschaft. 1998 wurde er auf Yamaha Spanischer 250-cm³-Meister. Von 1999 bis 2001 fuhr er in der Klasse bis 500 cm³, 2002 und 2006 in deren Nachfolgeklasse MotoGP. Cardoso hat noch kein Rennen gewonnen und auch noch keines auf dem Podium beendet. Seine beste Platzierung in einem Rennen gelang ihm beim Grand Prix von Spanien in Jerez 1998, als er im Rennen der 250er-Klasse Fünfter wurde. Seine beste WM-Klassierung war – im selben Jahr – der elfte Rang.

## Titel
- 1998 – Spanischer 250-cm³-Meister auf Yamaha